# Powiat Szentendre
Powiat Szentendre (węg. Szentendrei járás) – jeden z piętnastu powiatów komitatu Pest na Węgrzech. Jego powierzchnia wynosi 326,58 km². W 2009 liczył 77 676 mieszkańców (gęstość zaludnienia 238 os./1 km²). Siedzibą władz jest miasto Szentendre.

## Miejscowości powiatu Szentendre
- Budakalász
- Csobánka
- Dunabogdány
- Kisoroszi
- Leányfalu
- Pilisszentkereszt
- Pilisszentlászló
- Pócsmegyer
- Pomáz
- Szentendre
- Szigetmonostor
- Tahitótfalu
- Visegrád